# 劉義慶
劉 義慶（りゅう ぎけい、元興2年（403年）- 元嘉21年1月22日（444年2月26日））は、南朝宋の皇族。臨川康王。武帝劉裕の甥にあたる。『世説新語』の撰者として知られる。

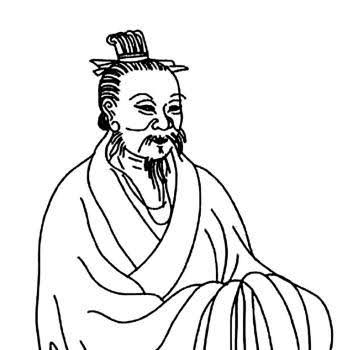
劉義慶の画像。

## 経歴
長沙景王劉道憐の次男として生まれた。幼くして劉裕に愛され、「これはわが家の豊城である」と評された。義熙11年（415年）、叔父の劉道規の後を嗣いで南郡公に封じられた。給事に任じられたが、受けなかった。義熙12年（416年）、劉裕の北伐に従軍した。凱旋すると輔国将軍・北青州刺史に任じられたが、赴任しないうちに都督豫州諸軍事・豫州刺史に転じた。豫州刺史のまま都督淮北諸軍事に改められた。
永初元年（420年）、劉裕が帝位につくと、義慶は臨川王に封じられた。建康に召還されて侍中となった。元嘉元年（424年）、散騎常侍・秘書監に任じられた。度支尚書に転じ、丹陽尹となった。
元嘉6年（429年）4月、尚書左僕射に任じられた。元嘉8年（431年）、左僕射からの解任を求めて許され、中書令に転じ、前将軍の号を受けた。元嘉9年（432年）6月、使持節・都督荊雍益寧梁南北秦七州諸軍事・平西将軍・荊州刺史として出向した。荊州にあること8年、荊州統治は比較的安定をみた。元嘉16年（439年）4月、散騎常侍・都督江州豫州之西陽晋熙新蔡三郡諸軍事・衛将軍・江州刺史に任じられた。
元嘉17年（440年）10月、都督南兗徐兗青冀幽六州諸軍事・南兗州刺史に転じた。元嘉18年（441年）5月、開府儀同三司の位を加えられた。
義慶は文学を愛好して、文学の士を招集し、当時有名であった太尉の袁淑を衛軍諮議参軍として江州に招いた。そのほか陸展・何長瑜・鮑照らがかれのもとに集った。病にかかり、建康への帰還を強く請願した。文帝はこれを許して義慶の州刺史の任を解き、ほかの官位を保持したまま朝廷に帰参させた。
元嘉21年正月戊午（444年2月26日）、義慶は建康で死去した。享年は42。侍中・司空の位を追贈され、諡は康王といった。

## 編著
- 『世説新語』3巻 - 当初は『世説』8巻だったとされる（『隋書』経籍志）。
- 『集林』200巻
- 『幽明録（中国語版）』 - 呉の孫鍾（孫堅の父）などを描いた作品。
- 『宣験記』
- 『徐州先賢伝』10巻
- 『典叙』

## 子女
- 劉燁（臨川哀王、字は景舒、通直郎、劉劭に殺害された）
- 劉衍（太子舎人）
- 劉鏡（宣城郡太守）
- 劉穎（前将軍）
- 劉倩（南新蔡郡太守）

## 伝記資料
- 『宋書』巻51 列伝第11
- 『南史』巻13 列伝第3